# Роберт Вайз
Ро́берт Вайз (англ. Robert Wise, 10 вересня 1914 — 14 вересня 2005, Лос-Анджелес) — американський кінорежисер, чотириразовий лауреат «Оскара».

## Біографія
Не закінчивши коледж через початок «великої депресії», влаштувався працювати нарізувачем кіноплівки на студії «RKO». Ставши монтажером, він монтував такі картини, як «Диявол і Деніел Вебстер» (1941) Вільгельма Дитерлена і «Громадянин Кейн» (1941) і «Чудові Емберсони» (The Magnificent Ambersons, 1942) Орсона Веллса. На запрошення продюсера Вела Лютона закінчив постановку фільму «Прокляття котячого племені» (The Curse of the Cat People, 1944), початого Гюнтером фон Фрічем, який не впорався з жорсткими темпами роботи, а потім зняв фільм «Викрадач тіл» (The Body Snatcher, 1945).
У 1949 році зняв стрічку «Підставлений» (The Set-Up; премія ФІПРЕССІ на МКФ в Канні) про корумпований світ професійного боксу. Фільм «День, коли Земля зупинилась» (1951) оповідав про контакт з високорозвиненою цивілізацією, що попереджає людство про можливість ядерної катастрофи, і поклав початок науково-фантастичного циклу 50-х років.
Завдяки Вайзу і його картині «Номер для директорів» (Executive Suite, 1954) зародився ще один модний жанр 50-х років — фільми про великий бізнес. Стрічка «Хтось там нагорі любить мене» (1956) була біографією боксера Роккі Граціано, а фільм «Я хочу жити!» (I Want to Live!, 1958, номінація на «Оскар» за режисуру), заснований на реальних подіях, протестував проти смертної кари.
Вайз отримав «Оскари» за мюзикли «Вестсайдська історія» (1961, спільно з хореографом Джеромом Роббінсом) і «Звуки музики» (1965). У 1963 році повернувся до жанру фільмів жаху в картині «Зачарований дім» (The Haunting).
Починаючи з другої половини 60-х років його фільми були, в основному, невдалими, за винятком фантастичного трилера «Штам „Андромеда“» (1971) за однойменним романом Майкла Крайтона. У 1988 році Вайз отримав почесну премію імені Ірвінга Дж. Тальберга за видатний внесок у мистецтво кіно.

## Режисерська робота
1. 1945: Викрадач тіл / The Body Snatcher — (жахи, містика)
2. 1951: День, коли Земля зупинилась / The Day The Earth Stood Still — (фантастика, фентезі)
3. 1954: Номер для директорів / Executive Suite — (драма, мелодрама)
4. 1955: Єлена Троянська / Helen of Troy — (історичний, біографічний)
5. 1956: Хтось там нагорі любить мене / Somebody Up There Likes Me — (історичний, біографічний)
6. 1958: Я хочу жити! / I Want to Live! — (драма)
7. 1961: Вестсайдська історія / West Side Story — (музичний)
8. 1963: Будинок із привидами / The Haunting — (жахи)
9. 1965: Звуки музики / The Sound of Music — (мюзикл)
10. 1966: Піщана галька (Канонерка) / The Sand Pebbles — (військовий)
11. 1971: Штам «Андромеда» / The Andromeda Strain — (фантастичний трилер)
12. 1979: Зоряний шлях: Фільм / Star Trek: The Motion Picture — (наукова фантастика)
13. 1986: Віздом / Wisdom — (кримінальна драма)